# Itaguari
Itaguari é um município brasileiro do estado de Goiás. Fundada por Pedro Procópio, sua população estimada em 2021 é de 4.684 habitantes.

## História
Foi fundada por Pedro Procópio em 10 de agosto de 1946 com a realização de um terço rezado por Dona Francisca do Cândido e independência municipal começou com a criação do Distrito denominado Itaguari, pela lei estadual n.º 7483, de 2 de dezembro de 1971, subordinado ao município de Taquaral de Goiás. Elevado à categoria de município com a denominação de Itaguari, pela lei estadual n.º 10400, de 30 de dezembro de 1987, desmembrado de Taquaral de Goiás. Sede no antigo distrito de Itaguari, Instalado em 1 de janeiro de 1989.

## Geografia
O rio que banha o município é o rio Sucuri, o qual desagua no rio Uru, que faz parte da Bacia Hidrográfica do rio Tocantins.
Este município fica no cruzamento de duas rodovias: BR-070 e GO-154.
A distância de Goiânia, Capital do estado de Goiás é de 90 km. Tem como municípios circunvizinhos: Itaberaí, Jaraguá, Taquaral de Goiás e Itaguaru.
O município tem como território a área desmembrada do município de Taquaral de Goiás.

## Indústria
É considerado pioneiro em confecções de lingerie.  Itaguari se tornou um importante Polo de Moda Íntima do Estado de Goiás. Milhares de pessoas passam por Itaguari anualmente para comprar os produtos de moda íntima da cidade para depois revendê-los.

## Política
Tendo como primeiro prefeito Ramiô Rodrigues da Silva eleito em 15 de novembro de 1988.